# Phlebotomus saltiae
Phlebotomus saltiae är en tvåvingeart som beskrevs av Leger, Haddad och Chaker 1997. Phlebotomus saltiae ingår i släktet Phlebotomus och familjen fjärilsmyggor. Inga underarter finns listade i Catalogue of Life.